# 1984
|  | Aquest article tracta sobre l'any. Vegeu-ne altres significats a «1984 (desambiguació)». |

1984 (MCMLXXXIV) fon un any bixest començat en diumenge, corresponent en part al 1700 del calendari copte.

## Esdeveniments
Països Catalans
- 16 de gener - Barcelona: TV3, el primer canal de Televisió de Catalunya, comença a emetre de manera regular.[1]
- 1 de febrer - Mequinensa (el Baix Cinca): Un grup de batlles signen la Declaració de Mequinensa, un document en què reconeixen que la llengua catalana, parlada a la Franja de Ponent, pertany al patrimoni cultural de l'Aragó.
- 11 de març - Reus: Es constitueix en assemblea el Moviment de Defensa de la Terra.[2]
- 12 de juliol - Barcelonaː Neix la primera nena proveta d'Espanya, per fecundació in vitro amb l'equip de la biòloga Anna Veiga.[3]
- 27 d'agost - Barcelona: S'inaugura el Velòdrom d'Horta, en ocasió del Campionat Mundial de Ciclisme en Pista.[4]
- 10 de desembre - Ascó, Ribera d'Ebre: hi entra en funcionament la central nuclear Ascó I.[5]

Resta del món
- 2 de febrer:
  - Jaime Lusinchi pren possessió com a president de Veneçuela.
  - Costa Rica nega asil polític a 3.000 seguidors armats d'Edén Pastora.[6]
- 3 de febrer
  - Caracas: se signa la Declaració de Caracas entre sis països democràtics hispanoamericans i Espanya, en la qual es qualifica la democràcia com el millor sistema polític per a Hispanoamèrica.[7]
  - Los Angeles: S'anuncia el naixement del primer humà fruit de fertilitzar un embrió congelat.[8]
- 4 de febrer; Long Beach (Califòrnia): Per primer cop, una dona estèril dona a llum després de la implantació d'un òvul fertilitzat en una altra dona.[9]
- 5 de febrer: el Duc de Cadis, Alfonso de Borbó Dampierre, sofreix un greu accident automobilístic, en el qual pereix el seu fill major, Francisco.
- 9 de febrer: La popular cançó Astúries, patria querida, és declarada himne oficial del Principat d'Astúries.[10]
- 5 de març: La primera ministra Indira Gandhi ordena un atac al Temple d'Or, on es refugien separatistes sikhs.
- 6 de març: Inici de la Vaga de miners britànics (1984-1985)
- 14 de març, Belfast (Irlanda del Nord)ː Paramilitars de l'Ulster Freedom Fighters fereixen greument en un atemptat a Gerry Adams, president del Sinn Féin.[11]
- 1 de juliol: l'enginyer José Napoleón Duarte, electe democràticament com a president constitucional de la República del Salvador, pren possessió del seu càrrec.
- 11 de setembre, La Gomera, illes Canàries: Vint persones, entre les quals hi ha el governador civil de Tenerife, moren en un incendi forestal.[12]
- 1 d'octubre, Plaça de Tian'anmen, Pequín: El president xinès Den Xiaoping demana la reunificació pacífica amb Taiwan en el 35è aniversari del país.[13]
- 25 d'octubre, Itaipú (frontera entre el Brasil i el Paraguai): el dictador del Brasil, João Baptista Figueiredo, i el del Paraguai, Alfredo Stroessner inauguren la central hidroelèctrica d'Itaipú la més potent del món.
- 30 d'octubre, Espanya: Més de 100.000 treballadors del sector naval segueixen la vaga general contra els plans de reconversió i reestructuració de les drassanes.[14]
- 31 d'octubre
  - Índia: La primera ministra Indira Gandhi és assassinada per dos dels seus guardaespatlles, de religió sikh. La reacció popular al magnicidi és violenta a Nova Delhi, i resulta en la mort de 2.700 sikhs.[15]
  - Es realitzen les primeres maniobres conjuntes dels Exèrcits de l'Aire d'Espanya i de Marroc sota el nom "Atlas 84".[16]
- 2 de novembre: l'Alhambra és declarada Patrimoni de la Humanitat.
- 20 de novembre, Japó: comença la publicació de Bola de Drac serialitzada a la revista setmanal Shūkan Shōnen Jump.[17]
- 19 de desembre: signatura d'un acord entre la Xina i el Regne Unit pel qual el govern de Londres es compromet a lliurar Hong Kong al govern de Pequín l'any 1997.[18]
- S'inicia l'emissió de la sèrie Ferdy

### Còmics
Enguany començaren les sèries Dragon Ball, Secret Wars, Teenage Mutant Ninja Turtles, The Transformers i Zot!.
Naiximents
- 11F París Bastien Vivès
- 7M  Ben Templesmith
- 17O  Randall Munroe

### Música
Jan-Mari Carlotti publicà el seu primer disc en solitari, Linhana.

### Premis Nobel
| Camp                  | Guardonats                                               |
| --------------------- | -------------------------------------------------------- |
| Física                | - Carlo Rubbia - Simon van der Meer                      |
| Química               | - Robert Bruce Merrifield                                |
| Medicina o Fisiologia | - Niels Kaj Jerne - Georges J.F. Köhler - César Milstein |
| Literatura            | - Jaroslav Seifert                                       |
| Pau                   | - Desmond Tutu                                           |
| Economia              | - Richard Stone                                          |

## Naixements
| M/d   | Nom i llinatge            | Activitat | Origen          | m.   |
| ----- | ------------------------- | --------- | --------------- | ---- |
| 04/17 | Francesc Freixas i Morros | cantautor | riudebitllenc   |      |
| 06/09 | Mireia Pérez Plaza        | dibuixant | valentina       |      |
| 02/09 | Javier Sansó León         | pilotaire | massalfassí     |      |
| 06/29 | Francesc Soro Juan        | pilotaire | massamagrellenc |      |
| 06/02 | Erika Villaécija i García | nadadora  | barcelonina     |      |
| 11/15 | Hevrin Khalaf             | política  | kurda           | 2019 |

Les persones nascudes el 1984 faran 41 anys enguany.
Països Catalans
- 24 de gener, Torredembarra: Berta Castells, atleta catalana olímpica, de llançament de martell.[19]
- 29 de febrer, Mataró: Núria Martínez i Prat, jugadora de bàsquet catalana.[20]
- 5 de març, Calaf, Anoia: Marta Soler i Balcells, jugadora catalana d'hoquei sobre patins.[21]
- 15 de març, Vic, Osona: Emma Corominas Yebra, jugadora d'hoquei sobre patins catalana.[22]
- 29 de març, Barcelona: Cristina Roca Grau, portera d'hoquei sobre patins catalana.[23]
- 31 de març, Arenys de Munt, Maresme: Ester Artigas i Miquel, jugadora d'hoquei sobre patins catalana.[24]
- 8 d'abril, Candelara, Itàlia: Lucia Pietrelli, escriptora, poetessa i traductora italiana en català.[25]
- 8 de maig, Olot: Jennifer Pareja, jugadora de waterpolo catalana, reconeguda l'any 2013 com a «Millor Waterpolista del Món».[26]
- 2 de juny, Barcelona: Erika Villaécija, nedadora d'estil lliure i aigües obertes catalana.[27]
- 9 de juny, València, Mireia Pérez, autora de còmics, il·lustradora i dissenyadora.[28]
- 18 de juny, Sabadell: Mariona Ribas i Deu, actriu catalana que ha desenvolupat una àmplia carrera a la televisió i el teatre.[29]
- 12 de juliol, Barcelona: Victoria Anna Perea Sánchez, primera persona que va nàixer per fecundació in vitro a Espanya, i sisena de tot el món.[30]
- 11 d'agost, Barcelona: Miranda Makaroff, dissenyadora i artista multidisciplinària catalana.[31]
- 16 d'agost, Valls: Tina Fuentes i Fache, nedadora de natació sincronitzada catalana (m. 2018).[32]
- 12 de setembre, Piera, Anoia: Gemma Bou i Mena, ciclista catalana d'elit que destacà en la pràctica del biketrial, Campiona del Món de 2003.[33]
- 22 de novembre, Tarragona: Joan Olivé i Márquez, pilot català de motociclisme.

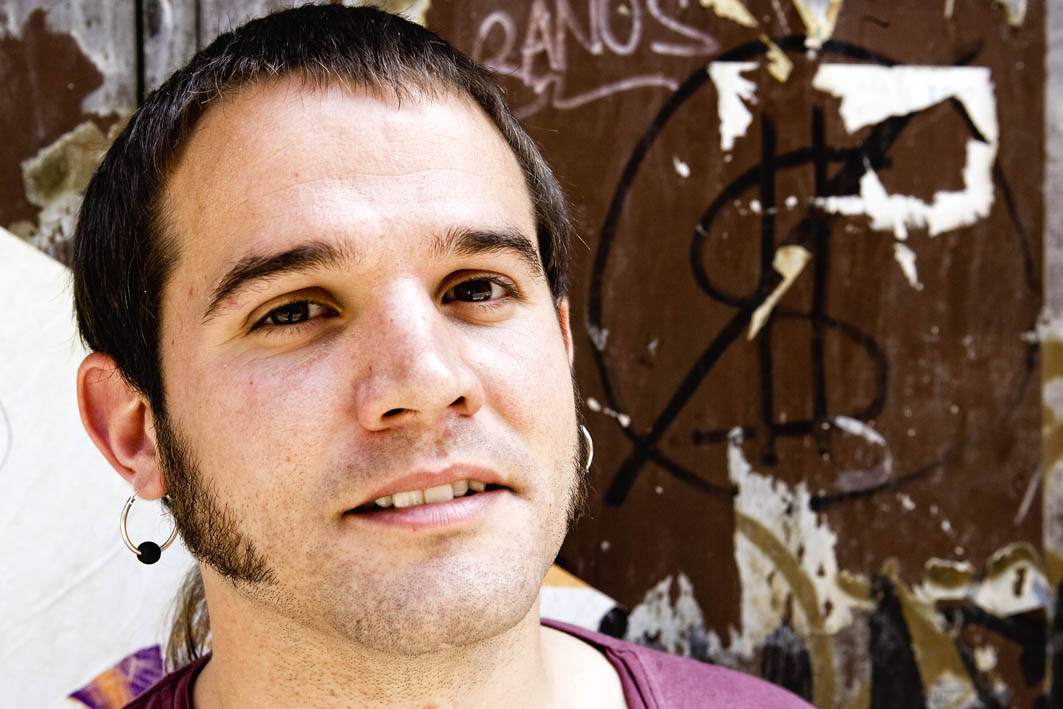
Cesk Freixas
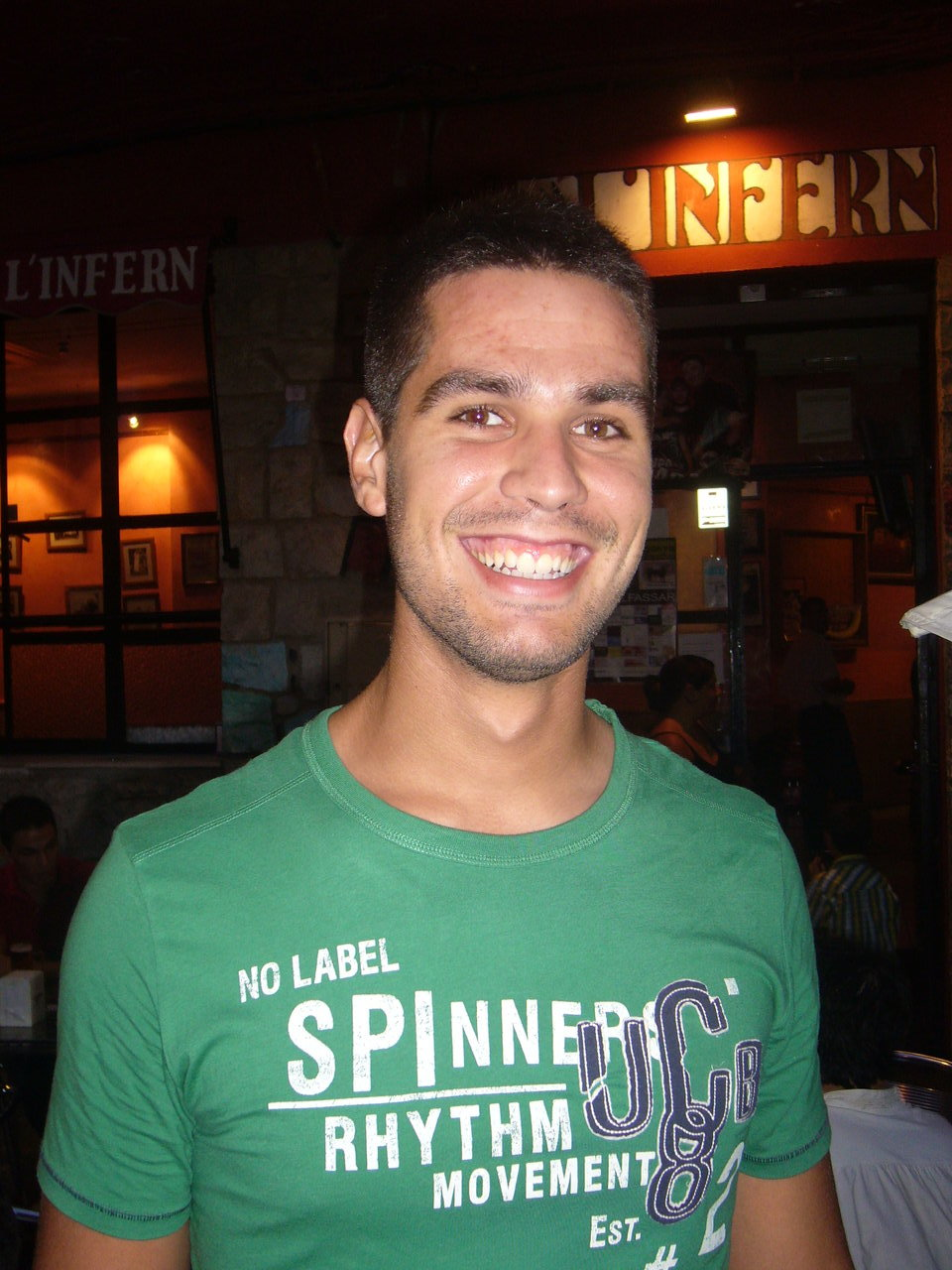
Javi
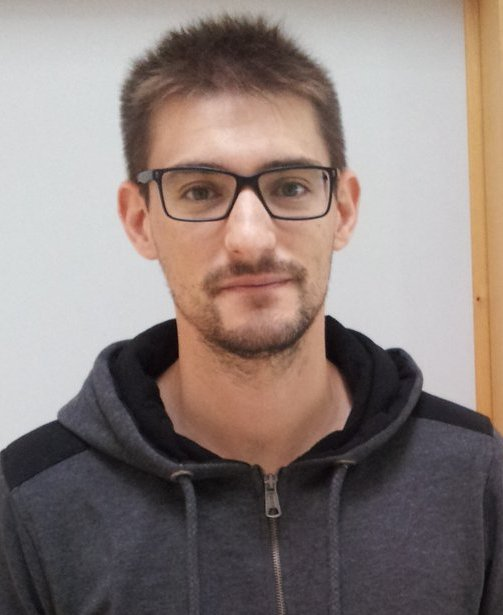
Soro III

Resta del món
- 23 de gener, Bedum, Països Baixos: Arjen Robben, futbolista neerlandès.
- 25 de gener, São Vicente, Brasil: Robinho, futbolista brasiler.
- 5 de febrer, Ciudadela, Argentina: Carlos Tévez, futbolista argentí.
- 17 de febrer, 
  - Metz: Julia Cagé, economista francesa especialitzada en economia del desenvolupament, economia política i història econòmica.[34]
  - Ourense, Galícia: Támara Echegoyen Domínguez, regatista gallega, guanyadora d'una medalla olímpica d'or.[35]
- 22 de febrer, Odense, Dinamarca: Johanne Schmidt-Nielsen, política danesa.[36]
- 28 de febrer, Děčín, República Txeca: Karolína Kurková, model txeca.
- 5 de març, Duque de Caxias: Bruna Beber, poeta i escriptora brasilera.[37]
- 20 de març, Fuenlabrada, Espanya: Fernando Torres, futbolista espanyol.
- 11 de maig, Fuentealbilla, Espanya: Andrés Iniesta, futbolista espanyol.
- 14 de maig, White Plains, Nova York: Mark Zuckerberg, creador de Facebook.[38]
- 5 de juny, Wamel, Gelderland: Iris van Herpen, dissenyadora de moda holandesa.[39]
- 12 de juny, Moncalieri: Chiara Appendino, política italiana, que fou alcaldessa de Torí.[40]
- 19 de juny, Almati, Kazakhstan: Katarina Kat, actriu porno.
- 23 de juny, Bangor (Gal·les): Duffy –el nom artístic d'Aimée Ann Duffy–, cantant i compositora gal·lesa.[41]
- 27 de juny, Heidelberg, Alemanya: Kai Herdling, futbolista alemany.
- 1 d'agost, Kolbermoor, Baviera, Alemanya: Bastian Schweinsteiger, futbolista alemany.
- 28 d'agost, Sete Lagoas, Minas Gerais, Brasil: Paula Fernandes, cantant brasilera.
- 4 de setembre, Pamplona, Navarra: Ainhoa Tirapu, portera de futbol navarresa que ha jugat amb l'Atlètic de Bilbao.[42]
- 15 de setembre, Londres, Anglaterra: El Príncep Enric de Gal·les, conegut com a Harry, fill petit del Príncep Carles de Gal·les i la difunta Diana de Gal·les[43]
- 16 de setembre, Kutaisi, Geòrgia: Katie Melua, cantant georgiana.
- 27 de setembre, Belleville (Canadà): Avril Lavigne, cantant canadenca.
- 10 d'octubre, Oceanside, Estats Units: Elana Meyers Taylor, corredora de bobsleigh estatunidenca.[44]
- 18 d'octubre, Mumbai (Índia): Freida Pinto, actriu indiana.
- 25 d'octubre, Santa Bàrbara (Califòrnia), Estats Units: Katy Perry, cantant estatunidenca.
- 7 de novembre: Lana Jurčević, cantant croata.
- 22 de novembre, Ciutat de Nova York, EUA: Scarlett Johansson, actriu estatunidenca.
- 2 de desembre, Kíiv: Marina Serhíivna Viazovska, matemàtica ucraïnesa, premiada amb la Medalla Fields.[45]
- 22 de desembre, Halmstad, Suècia: Basshunter, cantant, productor musical i punxadiscos suec
- 30 de desembre, Akron (Ohio), Estats Units: LeBron James, basquetbolista americà.[46]

- Síria: Jwan Yosef, pintor suec kurd establert a Londres.

## Necrològiques
Entre les morts destacades de l'any hi ha les del filòsof Michael Foucault, els cantants Xesco Boix i Marvin Gaye o els escriptors Julio Cortázar i Truman Capote.
Països Catalans
- 2 de gener - Barcelona: Sebastià Juan Arbó, escriptor català (n. 1902).
- 5 de gener, L'Alguer: Verdina Pensè, pintora i joiera algueresa (n. 1913).[47]
- 7 de març, Buenos Aires: Helena Cortesina, cupletista, actriu, directora de cinema i productora, pionera del cinema fet a Espanya (n. 1903).[48]
- 12 de març - Reus: Antònia Abelló Filella, activista política, periodista republicana i feminista, pianista i escriptora (n. 1913).[49]
- 15 de març - Madrid, Espanya: Lluís Lúcia i Mingarro, advocat, cap de producció, guionista i director de cinema valencià (n. 1914).
- 21 de març - Barcelona: Maria Carratalà i Van den Wouver, pianista i compositora, pedagoga i crítica musical catalana (n. 1899).[50]
- 4 de maig - València: María Lacunza Ezcurra, primera advocada navarresa (n. 1900).[51]
- 23 de maig - Madrid: Selica Pérez Carpio, mezzosoprano valenciana dedicada a la sarsuela (n. 1900).[52]
- 3 de juny - Elx: Alejandro Ramos Folqués, arqueòleg valencià. Fundador del Museu Arqueològic d'Elx.[53]
- 19 de juny - Nova York: Lee Krasner, influent artista de l'expressionisme abstracte (n.1908).[54]
- 26 de juny - Barcelona: Rosa Szücs i del Olmo, fotògrafa catalana (n. 1911).[55]
- 20 de juliol - Alzira, Ribera Alta: Toni Villaescusa, militant català de Terra Lliure.
- 21 de juliol - Malgrat de Mar, Maresme: Xesco Boix, músic, animador i cantant català de folk i de cançó infantil.
- 12 de setembre - Tiana, Maresme: Lola Anglada, dibuixant catalana.[56]
- 30 de novembre - Barcelona: Joan Vinyoli i Pladevall, poeta català.[57]
- Lima: Gonçal de Reparaz i Ruiz, geògraf, membre de la Societat Catalana de Geografia.
- Barcelona: Rogel·li Duocastella i Rosell, sacerdot i sociòleg

Resta del món
- 7 de gener - Bandol, França: Alfred Kastler, Premi Nobel de Física francès (n. 1902).
- 14 de gener - San Diego, Califòrnia, Estats Units: Ray Kroc, empresari americà, fundador de McDonald's (n. 1902).[58]
- 20 de gener - Acapulco, Mèxic: Johnny Weissmüller, esportista i actor nord-americà d'origen hongarès (n. 1904).
- 7 de febrer - Baviera?: Claire Bauroff, ballarina, coreògrafa, professora de ballet, actriu, model i escriptora alemanya (n. 1895).[59]
- 12 de febrer - París, França: Julio Cortázar, escriptor i traductor argentí (n. 1914).
- 15 de febrer - 
  - Bremen: Grete Hermann, matemàtica i filòsofa alemanya que treballà en la teoria quàntica (n. 1901).[60]
  - Chennai, Tamil Nadu: Janaki Ammal, botànica, i citòloga índia (n. 1897).[61]
- 12 de març - Madrid: Juana Mordó, marxant d'art (n. 1899).[62]
- 26 de març - Cleveland (Ohio), Estats Units: Ahmed Sékou Touré, president de Guinea (n. 1922).[63]
- 1 d'abril - Los Angeles (EUA): Marvin Gaye, cantant nord-americà de soul (n. 1939).[64]
- 8 d'abril - Moscou, RSFS de Rússia: Piotr Leonídovitx Kapitsa, físic soviètic guardonat amb el Premi Nobel de Física l'any 1978 (n. 1894).[65]
- 28 d'abril - Tauranga (Nova Zelanda): Sylvia Ashton-Warner, escriptora, poetessa i educadora neozelandesa (n. 1908).[66]
- 30 d'abril, Pamplona, Navarra: Lola Rodríguez Aragón, soprano espanyola, mestra de grans cantants (n. 1910).[67]
- 16 de maig, Davos, Grisons, Suïssa: Irwin Shaw, escriptor, guionista i productor estatunidenc (n. 1913).[68]
- 25 de maig, Erfurt: Grete Reichardt, artista tèxtil i dissenyadora alemanya, alumna de la Bauhaus.[69]
- 11 de juny: Enrico Berlinguer, polític italià (n. 1922).[70]
- 26 de juny: Michel Foucault, filòsof francès (n. 1926).[71]
- 30 de juny - comtat de Dukes (Massachusetts): Lillian Hellman, dramaturga i guionista estatunidenca (n. 1905).[72]
- 25 de juliol, Los Angeles, Califòrnia: Big Mama Thornton, cantant estatunidenca de blues.[73]
- 27 de juliol - Lausana, Suïssa: James Mason, actor de teatre i cinema anglès (n. 1909).[74]
- 25 d'agost - Los Angeles, Califòrnia, EUA):Truman Capote, escriptor estatunidenc.
- 17 d'octubre - Nova Yorkː Alberta Hunter, cantant i compositora estatunidenca de jazz i blues (n. 1895).[75]
- 20 d'octubre, Cambridge, Massachusetts (EUA): Carl Ferdinand Cori, bioquímic estatunidenc d'origen txec, Premi Nobel de Medicina o Fisiologia de 1947 (n, 1896).
- 21 d'octubre - Neuilly-sur-Seine, França: François Truffaut, director de cinema francès (n. 1932).
- 9 de setembre: Máté Péter, cantant, compositor i pianista hongarès. (n. 1947).
- 14 d'octubre, Cambridge (Anglaterra): Martin Ryle, astrònom anglès, Premi Nobel de Física de l'any 1974 (n. 1918).
- 31 d'octubre - Allahabad (Índia): Indira Gandhi, política índia (n. 1917).[58]
- 4 de novembre - París: Jane Evrard, música, primera directora d'orquestra francesa.[76]
- 20 de novembre - Bilbao: Santiago Brouard Pérez, metge i polític basc, assassinat pel GAL (n. 1919).
- Muhammad Izzat Darwaza, nacionalista palestí (n. 1888).

- Hanau, Hessen: Rudolf Hagelstange, escriptor i periodista alemany.

### 1984 en la ficció
Quant a ficció especulativa, la novel·la de George Orwell 1984, publicada el 1949, és un dels exemples clàssics de distopia futurista.